# Forever! Best of 40 Years
Forever! Best of 40 Years ist ein Kompilationsalbum der deutschen Synthiepop-Band Alphaville, das im September 2024 erschien.

## Entstehung und Veröffentlichung
Die Erstveröffentlichung von Forever! Best of 40 Years erfolgte am 27. September 2024 bei Warner Music. Das Album mit remasterten Stücken erschien in seiner Originalausführung als Download und Streaming, physisch als 3-CD-Boxset (Katalognummer: 5021732418319) mit 40 Titeln sowie in gekürzter Version als limitierte LP mit 13 Titeln (Katalognummer: 5021732416773).
Die Zusammenstellung enthält unter anderem ein 20-seitiges Begleitheft. Das Besondere hierbei war, dass die Fans von Alphaville im Vorfeld über die Titelliste abstimmen durften. Über ein Voting-Tool konnten sie ihre 40 Lieblingstitel auswählen, diese in die gewünschte Reihenfolge bringen und als Wiedergabeliste abspeichern.

## Titelliste

### CD 1
| #   | Titel                                                 | Originalalbum               | Länge |
| --- | ----------------------------------------------------- | --------------------------- | ----- |
| 1.  | Big in Japan (Single Version) (2019 Remaster)         | Forever Young 1984          | 3:55  |
| 2.  | Fools (2023 Remaster)                                 | Prostitute 1994             | 3:56  |
| 3.  | The Mysteries of Love (7" Remix) Edit (2021 Remaster) | Afternoons in Utopia 1986   | 3:34  |
| 4.  | Jerusalem (Single Version) (2021 Remaster)            | Afternoons in Utopia 1986   | 3:45  |
| 5.  | A Victory of Love (2019 Remaster)                     | Forever Young 1984          | 4:17  |
| 6.  | Summer Rain (2021 Remaster)                           | The Breathtaking Blue 1989  | 4:11  |
| 7.  | Dance with Me (Symphonic Version)                     | Afternoons in Utopia 1986   | 5:31  |
| 8.  | Sounds Like a Melody (Single Version) (2019 Remaster) | Forever Young 1984          | 4:32  |
| 9.  | I Die for You Today (2024 Remaster)                   | Catching Rays on Giant 2010 | 3:47  |
| 10. | Universal Daddy (2021 Remaster)                       | Afternoons in Utopia 1986   | 4:01  |
| 11. | Inside Out (2023 Remaster)                            | Salvation 1997              | 5:19  |
| 12. | Forever Young (2019 Remaster)                         | Forever Young 1984          | 3:46  |
| 13. | I Flame (2023 Remaster)                               | Salvation 1997              | 3:51  |

### CD 2
| #   | Titel                                                       | Originalalbum                            | Länge |
| --- | ----------------------------------------------------------- | ---------------------------------------- | ----- |
| 1.  | Sounds Like a Melody (Special Long Version) (2019 Remaster) | Forever Young 1984                       | 7:45  |
| 2.  | Dance with Me (Empire Remix) (2021 Remaster)                | Afternoons in Utopia 1986                | 8:14  |
| 3.  | Wishful Thinking (Radiomix Turbobeat) (2023 Remaster)       | Salvation 1997                           | 4:01  |
| 4.  | The Jet Set (Single Remix) (2019 Remaster)                  | Forever Young 1984                       | 3:53  |
| 5.  | Heartbreak City                                             | Strange Attractor 2017                   | 3:46  |
| 6.  | Monkey in the Moon (2023 Remaster)                          | Salvation 1997                           | 3:53  |
| 7.  | The Impossible Dream (Single Version) (2023 Remaster)       | Prostitute 1994                          | 3:43  |
| 8.  | She Fades Away (2021 Remaster)                              | The Breathtaking Blue 1989               | 4:59  |
| 9.  | Summer in Berlin (2019 Remaster)                            | Forever Young 1984                       | 4:46  |
| 10. | Welcome to the Sun (2019 Remaster)                          | B-Seite der 7" Single Forever Young 1984 | 3:12  |
| 11. | Lassie Come Home (2021 Remaster)                            | Afternoons in Utopia 1986                | 7:02  |
| 12. | Eternally Yours (Symphonic Version)                         | Eternally Yours 2022                     | 6:59  |

### CD 3
| #   | Titel                                                        | Originalalbum                     | Länge |
| --- | ------------------------------------------------------------ | --------------------------------- | ----- |
| 1.  | Forever Young - Special Dance Version (2019 Remaster)        | Forever Young 1984                | 6:12  |
| 2.  | Romeos - Single Version (2021 Remaster)                      | The Breathtaking Blue 1989        | 4:06  |
| 3.  | Red Rose (7" Remix) (2021 Remaster)                          | Afternoons in Utopia 1986         | 4:36  |
| 4.  | Dance with Me (2021 Remaster)                                | Afternoons in Utopia 1986         | 4:00  |
| 5.  | Fallen Angel (2019 Remaster)                                 | Forever Young 1984                | 3:57  |
| 6.  | Seeds (2019 Remaster)                                        | Forever Young Deluxe-Edition 1984 | 3:19  |
| 7.  | Heaven on Earth (The Things We’ve Got to Do) (2024 Remaster) | Catching Rays on Giant 2010       | 4:44  |
| 8.  | Next Generation (2021 Remaster)                              | Afternoons in Utopia 1986         | 3:58  |
| 9.  | Iron John (2023 Remaster)                                    | Prostitute 1994                   | 3:45  |
| 10. | For a Million (2021 Remaster)                                | The Breathtaking Blue 1989        | 6:10  |
| 11. | Summer in Berlin (Symphonic Version)                         | Forever Young 1984                | 5:18  |
| 12. | Fantastic Dream (2021 Remaster)                              | Afternoons in Utopia 1986         | 3:57  |
| 13. | Song for No One (2024 Remaster)                              | Catching Rays on Giant 2010       | 3:31  |
| 14. | Apollo (2023 Remaster)                                       | Prostitute 1994                   | 6:11  |
| 15. | A Handful of Darkness                                        | Strange Attractor 2017            | 7:49  |

## Chartplatzierungen
Forever! Best of 40 Years stieg am 4. Oktober 2024 auf Rang acht in die deutschen Albumcharts ein. Das Album avancierte für die Band zum zwölften Chartalbum in Deutschland, es ist nach Forever Young (Oktober 1984), Catching Rays on Giant (Dezember 2010) und Eternally Yours (September 2022) das vierte Top-10-Album der Band.
| ChartsChartplatzierungen | Höchstplatzierung | Wochen |
| ------------------------ | ----------------- | ------ |
| Deutschland (GfK)        | 8 (1 Wo.)         | 1      |
| Österreich (Ö3)          | 47 (1 Wo.)        | 1      |